# Hraniční přechod Hať–Tworków
Hraniční přechod Hať–Tworków (polsky Przejście graniczne Tworków–Hať) je bývalý silniční hraniční přechod na česko-polské státní hranici na hraničním úseku II/19/12 - II/19/13 mezi českou obcí Hať (okres Opava, Moravskoslezský kraj) a polskou vesnicí Tworków (okres Ratiboř, Slezské vojvodství). Přechod leží v nadmořské výšce 247 m n. m. na silnici II/469. Před zrušením byl určen pro pěší, cyklisty a motoristy.
Hraniční přechod byl zrušen při vstupu České republiky do Schengenského prostoru v roce 2007. V případě dočasného znovuzavedení ochrany vnitřních hranic je provoz na hraničním přechodu upraven Sdělením Ministerstva vnitra č. 395/2021 Sb.